# 金子氏粟螺
金子氏粟螺（学名：Stenothyra kanekoi）为粟螺科粟螺屬下的一个种。